# Mimalaptus maximus
Mimalaptus maximus är en stekelart som först beskrevs av Girault 1916.  Mimalaptus maximus ingår i släktet Mimalaptus och familjen dvärgsteklar. Inga underarter finns listade i Catalogue of Life.